# Kurt Swanljung
Kurt Erik Gustaf Swanljung, född 6 juni 1918 i Vasa, död 16 maj 2016 i Helsingfors, var en finländsk industriman. 
Swanljung, som var son till av rektor Alfred Walter Swanljung och farmaceu Enni Kristina Eriksson, blev student 1937, avlade högre rättsexamen 1945, var därefter hovrättsauskultant och blev vicehäradshövding 1947. Han var biträdande jurist vid Luottotieto Oy 1945–1947 och verkade som bolagsjurist 1947–1958, först vid Wärtsilä-koncernen och sedan vid Oy Kaukas Ab. Han var därefter verkställande direktör 1958–1961 för Joutseno-Pulp Oy, 1961–1965 för Sunila Oy och 1966–1979 för Kymi Kymmene Oy. Han tilldelades bergsråds titel 1972.